# Eusterinx circaea
Eusterinx circaea är en stekelart som beskrevs av Rossem 1982. Eusterinx circaea ingår i släktet Eusterinx och familjen brokparasitsteklar. Inga underarter finns listade i Catalogue of Life.